# Hallands Fotbollförbund
Der Hallands Fotbollförbund (dt. Fußballverband von Halland) ist ein regionaler Fußballverband in Schweden. Er ist einer der 24 Mitgliedsverbände des Svenska Fotbollförbundet. Er hat seinen Sitz in Halmstad und organisiert den Fußballspielbetrieb in der ehemaligen Provinz Halland. Der Verband besteht derzeit aus 99 Mitgliedern und wird durch Björn Andersson geleitet.

## Mitgliedsvereine
| - Alets IK - Andersbergs IK - Annebergs IF - Arvidstorps IK - BK Astrio - BK Viljan - BK Walldia - Bua IF - Derome BK - DFK Hasko - Falkenbergs FF - FF Serbiska Halmstad - Frillesås FF - Galgbackens IF - Galtabäcks BK - Genevad/Veinge IF - Getinge IF - Glommens IF - GoIF Ginsten - Grimetons IK - Grimmareds IF - Gullbrandstorps AIS - H Å FF - Halmstads BK - Harplinge IK - Hasslövs IS - Haverdal IF - Hishults AIS - Hyltebruks IF - IF Älvena - IF Böljan - IF Centern - IF Leikin | - IF Norvalla - IFK Bänared - IFK Fjärås - IFK Varberg - Inka FK - IS Halmia - IS Örnia - Karl-Gustavs BK - Knäreds IK - Kornhult/Hishult FF - Kornhults IK - Kung Karl Bollklubb - Kungsäters IF - Kungsbacka IF - Kurdiska IF Halmstad - Kvibille BK - Laholms FK - Landeryd/Långaryds FF - Långås IF - Lerkils IF - Lidhults GOIF - Lilla Tjärby IK - Lilla Träslövs FF - Löftadalens IF - Morups IF - Onsala BK - Oskarströms IS - Ränneslövs GIF - Rinia IF - Rolfstorps GOIF - Sandlyckan/Kullavik IF - Särö IK - Sennans IF | - Serbiska KIF Halmstad - Simlångsdalens IF - Skällinge BK - Skogaby BK - Skottorps IF - Skrea IF - Slöinge GOIF - Snöstorp Nyhem FF - Sperlingsholms IF - Stafsinge IF - Tofta GOIF - Tölö IF - Torup/Rydö FF - Träslövsläge IF - Trönninge BK - Trönninge IF - Tvååkers IF - Ullareds IK - Valinge IF - Vallda FF Kungsbacka - Vapnö IF - Varbergs BoIS FC - Varbergs GIF FK - Väröbacka GOIF - Våxtorps BOIS - Veddige BK - Vessigebro BK - Vinbergs IF - Ysby BK - Åsa IF - Åsklosters IF - Ätrafors BK - Ätrans FF |

## Ligabetrieb
(Quelle:)

### Herren
- Division 4 – zwei Ligen
- Division 5 – zwei Ligen
- Division 6 – drei Ligen

Daneben organisiert der Verband auch eine Nachwuchsliga und eine Alt-Herren-Liga.

### Damen
- Division 3 – eine Liga
- Division 4 – zwei Ligen
- Division 5 – drei Ligen